# Gözleme

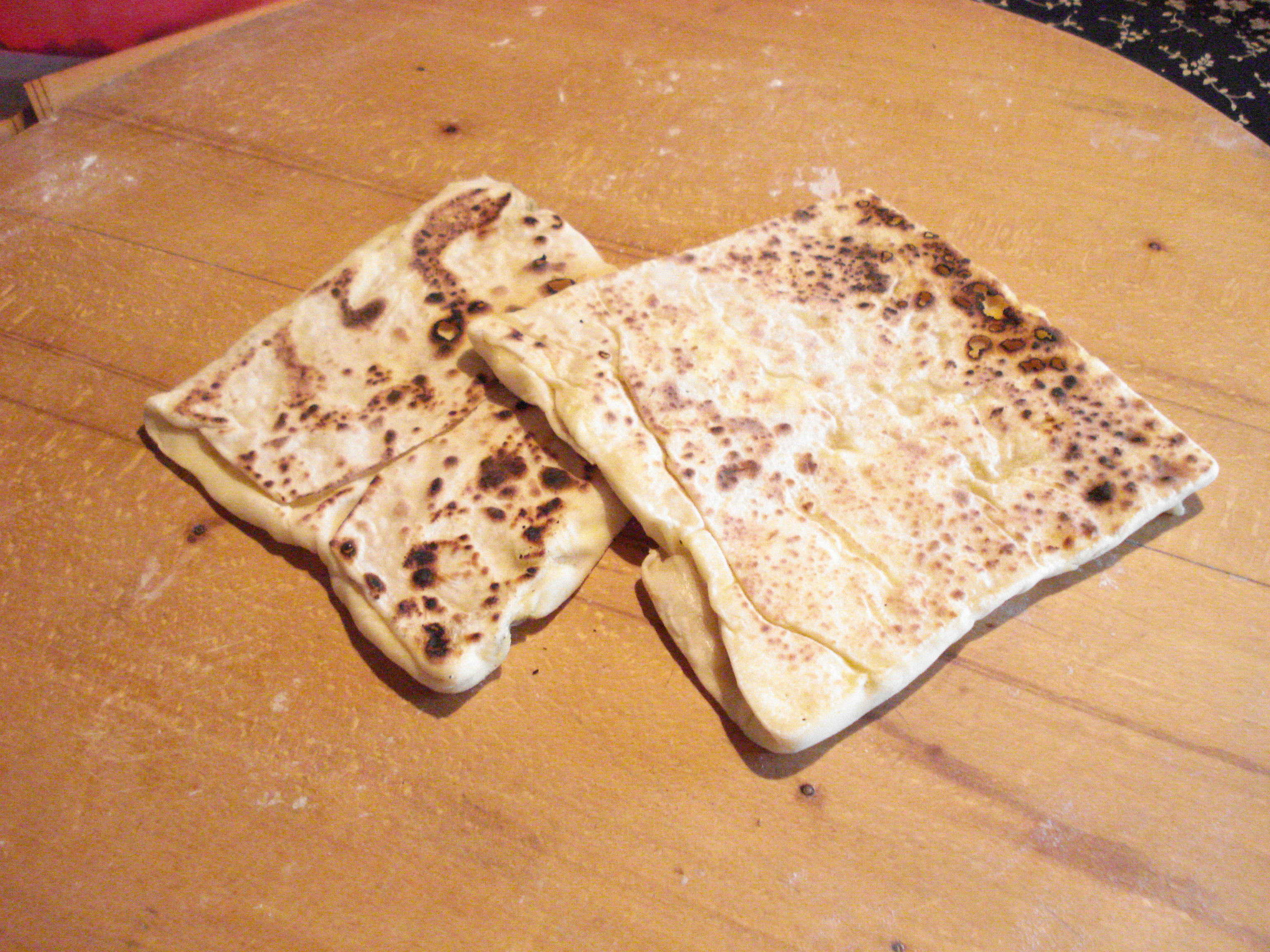
Gözleme

Gözleme is een hartig, traditioneel Turks gebak/gerecht, gemaakt van met de hand gerold deeg dat lichtjes is ingesmeerd met boter en eieren, gevuld met verschillende dingen, verzegeld en gekookt op een bakplaat.
De naam is afgeleid van het Turkse woord göz (betekent "gesloten ruimte"), een verwijzing naar het deegzakje waarin de verschillende ingrediënten zijn verzegeld en gekookt. Traditioneel gebeurt dit met een Sac-bakplaat.
De vulling voor gözleme kan talrijk zijn en verschilt per regio van Turkije en persoonlijke voorkeur. Ze omvatten een verscheidenheid aan vlees (gehakt rundvlees, gehakt lamsvlees, verse of gerookte vis, sucuk, pastirma), groenten (spinazie, courgette, aubergine, prei, snijbiet, diverse pepers, ui, lente-ui, sjalot, knoflook), paddenstoelen (eekhoorntjesbrood, cantharellen, truffel), knollen (aardappelen, yams, cassave, radijs), kaas (feta, Turkse witte kaas, lavas, Kasar, kaşkaval), alsmede eieren en seizoensgebonden kruiden en specerijen.